# Mariedals IK
Mariedals IK är en idrottsklubb från Trandared i Borås. Klubben har verksamhet inom fotboll (dam och herr) samt inom bordtennis.
Klubben grundades som IK Söderhov den 20 mars 1931, och har haft sitt nuvarande namn sedan 1938. Verksamheten bedrivs på Kransmossens IP i Trandared.
I fotboll spelar herrlaget 2024 i division V och damlaget i division IV. Damlaget spelade 1988–1989 i division I (då den näst högsta nivån i seriesystemet).
Bland de fotbollsspelare som tidigt i sin karriär tillhört klubben märks Christer Mattiasson, Johan Sjöberg och Andreas Drugge. Mathias Ekberg, som spelade elitfotboll i både Norrby IF och Gais, är en annan av klubbens profiler.